# Sawadaeuops pseudoindicus
Sawadaeuops pseudoindicus is een keversoort uit de familie bladrolkevers (Attelabidae). De wetenschappelijke naam van de soort werd in 2009 gepubliceerd door Riedel.